# Короткопалый каменный воробей
Короткопалый каменный воробей (лат. Carpospiza brachydactyla) — вид птиц семейства воробьиных. Внесён в Красный список Международного союза охраны природы как вызывающий наименьшие опасения.
Обитают на Ближнем Востоке, в Северной Африке и Центральной Азии.
Птица имеет неяркую окраску и небольшой размер.
Для вида характерно гнездование в скалах, в закрытых полостях между каменных стенок, однако встречаются и нетипичные чашеобразные гнёзда в развилках деревьев.
При передвижении не использует прыжки, питается на земле.